# Grafschaft Flandern

Provinzen Frankreichs (1477). Die burgundischen Territorien in Gelb; die rote Grenze zwischen Frankreich und dem Heiligen Römischen Reich verläuft quer durch die Burgundergebiete und teilt auch Flandern, dessen überwiegender Teil jedoch unter französischer Lehnshoheit steht.

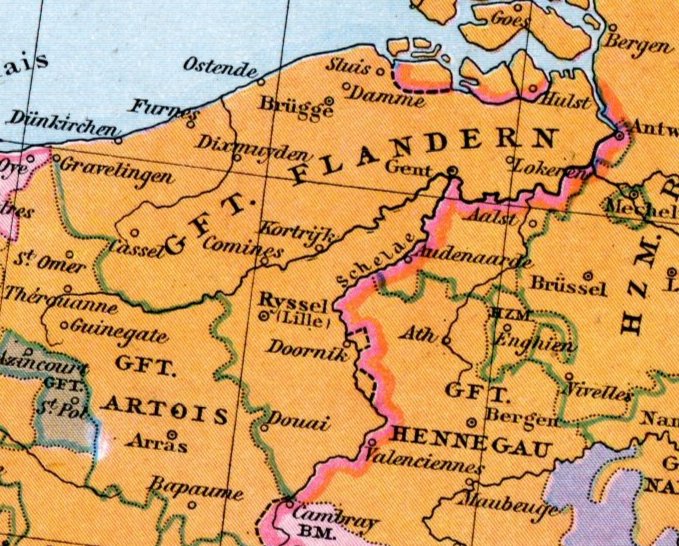
Die Grafschaft Flandern im XV. Jahrhundert

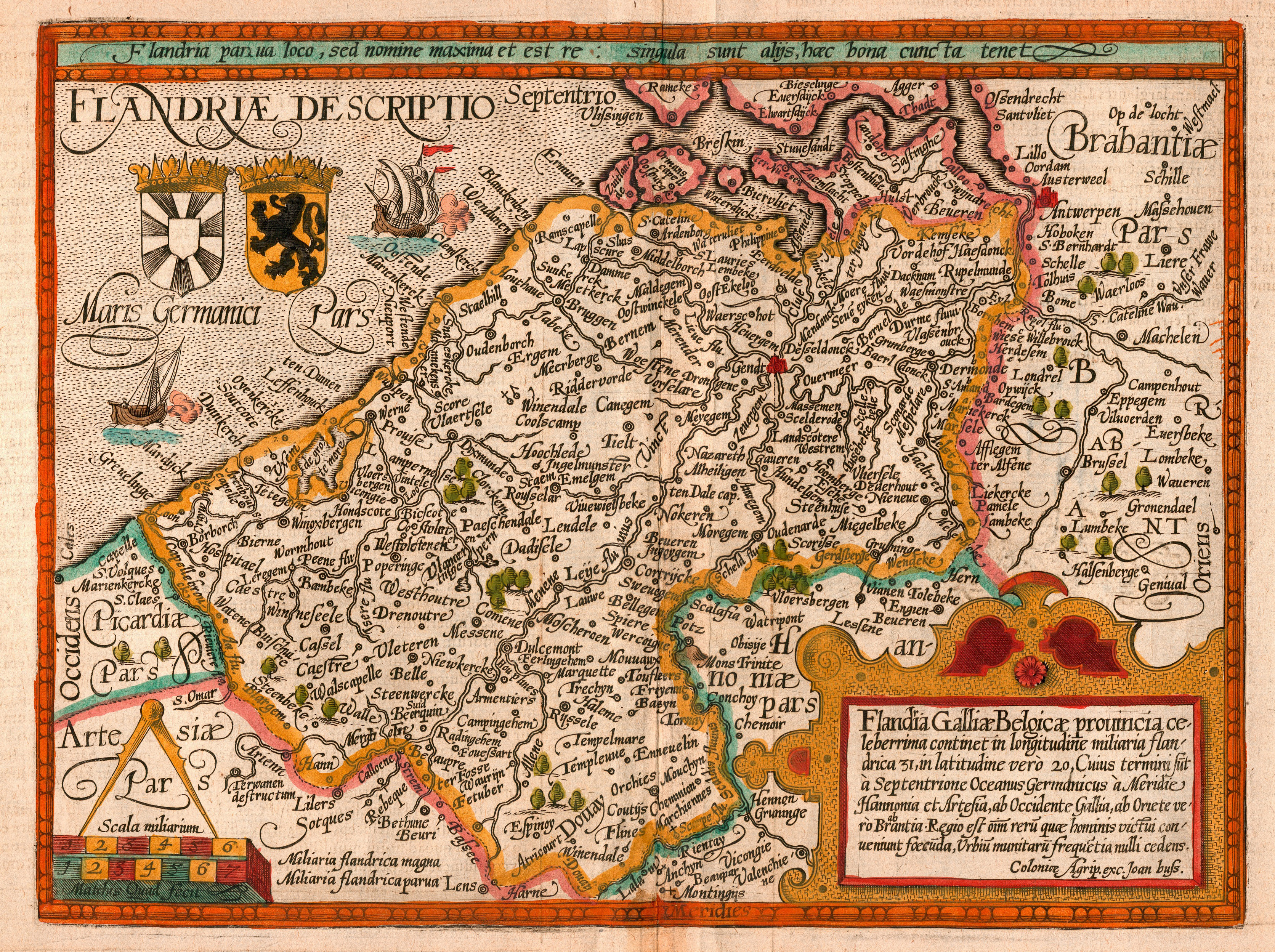
Historische Karte Flanderns (um 1609)

Die Grafschaft Flandern (niederländisch Vlaanderen, französisch Flandre) ist ein historisches Territorium auf dem Gebiet der heutigen Staaten Belgien, Frankreich und Niederlande. Bis 1477 war die Lehnshoheit geteilt: Der größere Teil gehörte zu Frankreich („Kronflandern“), der kleinere Teil rechts des Flusses Schelde zum Heiligen Römischen Reich (daher auch: „Reichsflandern“). Im Hochmittelalter entwickelte Flandern – getrieben vor allem von seinen Städten Lille, Douai, Ypern, Gent und Brügge – eine unvergleichliche wirtschaftliche Prosperität. Wachstumsfaktoren waren vor allem die Wollindustrie und der Fernhandel. Dies bildete den Hintergrund für eine Blütezeit der gotischen Kunst – in der Scheldegotik konnten sich die von Frankreich kommenden gotischen Architekturprinzipien bereits früh durchsetzen.

## Altertum und Frühmittelalter
Flandern war in ältester Zeit von belgischen Stämmen, den Morinern, Atrebaten und Menapiern, bewohnt und gehörte nach deren Unterwerfung durch Caesar zur römischen Provinz Belgica secunda. Nachdem das Land unter die Herrschaft der Franken gekommen war, bildete die Lys, ein Nebenfluss der Schelde, die Grenze zwischen Neustrien und Austrasien. Nach der Teilung von Verdun im Jahr 843 kam der nördliche und südwestliche Teil Flanderns, in dem vorwiegend Altniederländisch gesprochen wurde, zum Westfrankenreich, während der südöstliche Teil, in dem altfranzösische Mundarten dominierten, zum Ostfrankenreich gehörte.

## Geschichte der Grafschaft
Der Name Flandern kommt seit dem 7. Jahrhundert vor und umfasste ursprünglich nur das Gebiet von Brügge und Sluis (municipium flandrense), dessen Grafen den Namen Flandern gegen Ende des 9. Jahrhunderts auch über den gesamten Küstenstrich bis nach Bononia (Boulogne), den sie als Mark zum Schutz gegen die Normannen erhielten, und später auch über einige angrenzende ostfränkische Besitzungen ausdehnten.

### Haus Flandern
Der erste dieser Markgrafen war Balduin I. Eisenarm, ein westfränkischer Ritter aus Laon, der die Tochter Kaiser Karls des Kahlen, Judith von Frankreich, entführte, aber dennoch 862 von ihm jene neugeschaffene Mark als Lehen erhielt und so den Grund zur Größe seines Hauses legte. Er starb 879.
Sein Sohn, Balduin II., der Kahle (879–918), befestigte Brügge, Ypern und Saint-Omer gegen die Normannen.
Dessen Sohn, Arnulf I. der Große (918–966), bestimmte seinen Sohn, Balduin III. (der die ersten Webereien in Flandern einführte), und nach dessen Tod seinen Enkel, Arnulf II. der Jüngere (gestorben 989), zum Mitregenten. Des letzteren Sohn, Balduin IV., Schönbart (989–1036), riss 1006 Valenciennes, eine Stadt des Heiligen Römischen Reiches, an sich, wurde deshalb von König Heinrich II. befehdet, erhielt aber durch Vertrag 1007 Valenciennes, die Stadt Gent und die Burggrafschaft Gent, Walcheren und die seeländischen Inseln (das sogenannte Reichsflandern) vom späteren Kaiser Heinrich II. zu Lehen.
Sein Sohn, Balduin V., der Fromme (1036–1067), führte zwischen 1045 und 1056 mehrere Kriege gegen Kaiser Heinrich III., der der Machterweiterung der Markgrafen Einhalt gebieten wollte. Balduin behauptete sich jedoch, besiegte die Friesen und vermehrte seine Besitzungen durch Erwerb der zum Herzogtum Niederlothringen gehörigen Gebiete zwischen der Schelde und Dender (die Markgrafschaft Ename, später Grafschaft Aalst genannt), Tournais und der Hoheit über das Reichsbistum Cambrai, dem die Grafschaft Flandern bis zur Gründung des neuen Bistums Arras in kirchlicher Hinsicht unterstellt war. Wegen seiner Rebellion gegen den römisch-deutschen Kaiser verlor er aber die Markgrafschaft Valenciennes im Jahr 1045, die danach ein Teil der Grafschaft Hennegau wurde.
Nach seinem Tod erhielt sein jüngerer Sohn, Robert I., der Friese, die Länder an der Mündung des Rheins und der Waal und die seeländischen Inseln, während das französische Lehen (das Hauptland Flandern) an den Erstgeborenen, Balduin VI., den Guten (1067–1070), fielen.
Nach dessen frühem Tod kam es zu längeren Kämpfen um die Erbfolge zwischen Balduins Witwe, Richilde, Gräfin von Hennegau, und Robert dem Friesen, die damit endeten, dass Robert Flandern erhielt, der Sohn Balduins VI., Balduin (I.), sich in den Hennegau zurückzog, während ein Teil von Friesland an Gottfried von Lothringen (Gottfried von Bouillon) kam.
Roberts I. Sohn und Nachfolger, Robert II. von Jerusalem (1093–1111), beteiligte sich am ersten Kreuzzug und führte zahlreiche Kämpfe gegen seine Nachbarn und den Kaiser. Sein Sohn, Balduin VII., mit dem Beil (oder der Strenge), so genannt wegen der Strenge, mit der er Landfriedensbrecher bestrafte, starb 1119 kinderlos und hinterließ das Land seinem Vetter aus dem Haus Estridsson, dem dänischen Prinzen Karl I., dem Guten, dessen Mutter eine Tochter Roberts I. war, der jedoch wegen seiner Strenge in Handhabung der Gesetze 1127 zu Brügge ermordet wurde.

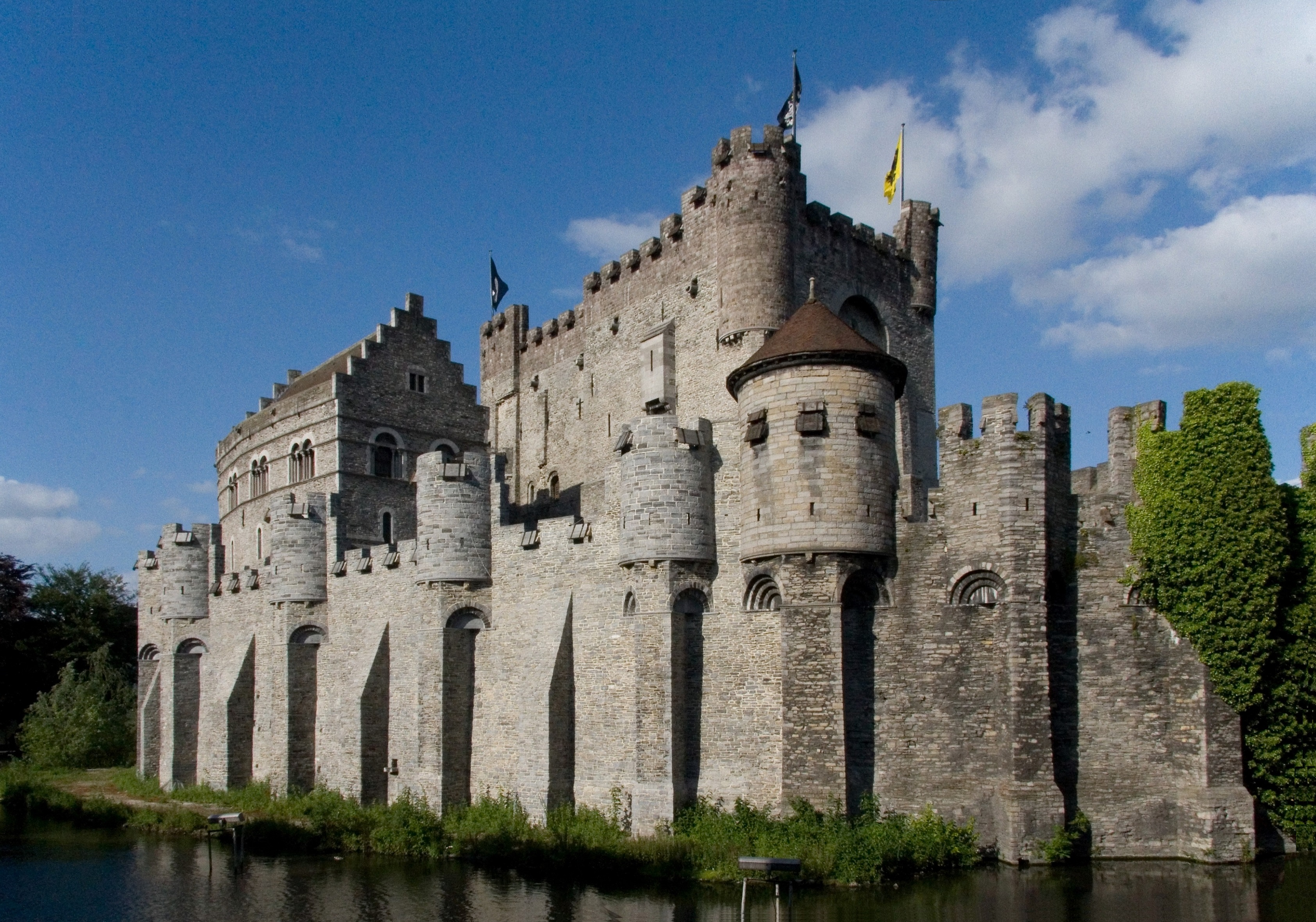
Burg Gravensteen, Herrschaftssitz der Grafen von Flandern

Der nun von den Ständen auf Betreiben Ludwigs VI. von Frankreich zum Grafen berufene Sohn Roberts von der Normandie, Wilhelm Clito aus der Dynastie der Rolloniden, machte sich durch Willkür verhasst und verlor im Kampf gegen den von den Ständen berufenen Landgrafen, Dietrich von Elsass aus dem Haus Châtenois, einem Sohn Gertruds von Flandern, der Tochter Roberts des Friesen, 1129 das Leben, worauf Dietrich das Elsass seinem jüngeren Bruder, Simeon, überließ, von Flandern Besitz nahm und einen Krieg gegen Hennegau führte. Er starb 1168. Der Mannesstamm der flandrischen Grafen aus dem Hause Châtenois erlosch schon mit seinem Sohn Philipp, der Vermandois gewann, dagegen später Artois 1180 als Mitgift seiner Nichte Isabella von Hennegau König Philipp August von Frankreich überließ. Philipp I. von Flandern, der sich um die materielle Wohlfahrt von Flandern in Bezug auf Handel und Industrie Verdienste erworben hatte, starb 1191 vor St. Jean d’Acre an der Pest. Durch die Vermählung seiner Schwester und Erbin Margarete mit Balduin VIII. (gestorben 1195) von der hennegauischen Linie der alten flandrischen Grafen wurden Flandern und Hennegau unter dem Hause Flandern wieder vereinigt.
Ihr Sohn Balduin IX., der Stifter des Lateinischen Kaiserreichs zu Konstantinopel, hinterließ 1205 zwei Erbtöchter, von denen die ältere, Johanna, Flandern, die jüngere, Margarete, genannt die Schwarze, die Grafschaft Hennegau erhielt.

### Haus Dampierre
Fast das ganze Jahrhundert hindurch dauerten Erb- und Thronstreitigkeiten, in die sich die Könige von Frankreich in eigennütziger Absicht einmischten (Flämischer Erbfolgekrieg). Nach Margaretes Tod im Jahr 1279 erhielt ihr Sohn Johann Hennegau, der andere, Guido von Dampierre, Flandern. Letzterer verband sich 1291 mit Adolf von Nassau (römisch-deutscher König seit 1292) und mit England gegen Philipp IV. den Schönen von Frankreich; doch vermittelte Papst Bonifatius VIII. 1295 den Frieden.
König Philipp IV. fiel jedoch 1297 abermals in Flandern ein, eroberte den größten Teil des Landes, das er als französisches Lehen in Anspruch nahm, und nahm Guido und dessen Sohn Robert gefangen. Als Philipp IV. danach durch seinen Statthalter Jacques de Châtillon die Freiheiten der Flamen unterdrückte, erhoben sich diese unter dem Vorsteher der Wollweber von Brügge, Pieter de Coninck (Pierre le Roi), vernichteten die französisch gesinnte Partei der Leliaerts und besiegten das überlegene französische Heer in der Sporenschlacht bei Kortrijk (Courtrai) am 11. Juli 1302. Sie wurden dann zwar am 18. August 1304 bei Mons-en-Puelle zwischen Lille und Douai geschlagen, erlangten aber gleichwohl einen Frieden, wonach Guido gegen Abtretung einiger Städte nach Flandern zurückkehren sollte. Da derselbe aber schon 1305 starb, folgte ihm sein Sohn Robert.
Dessen Enkel und Nachfolger Ludwig I. (1304–1346), zugleich als Ludwig II. Herr von Nevers und Rethel, und somit der mächtigste unter allen Grafen von Flandern, gab 1336 durch seine Härte gegen die nach größerer Freiheit strebenden reichen und industriellen Städte Veranlassung zu dem allgemeinen Bürgeraufstand, den der kühne Genter Brauer Jakob van Artevelde mit englischer Unterstützung leitete. Zugleich wurde der Hass dadurch gesteigert, dass der Graf und der Adel sich an Frankreich, die Städte sich an England anschließen wollten. Aus seinem Land vertrieben, suchte Ludwig I. Hilfe bei Frankreich, konnte aber erst nach Arteveldes Tod (1345) zurückkehren. Er fiel 1346 in der Schlacht von Crécy. Unter seinem leichtsinnigen Sohn Ludwig II. (1330–1384), genannt Ludwig von Maele, empörten sich die Städte, namentlich Gent und Brügge, die reichsten und mächtigsten, von neuem. Ludwig II. belagerte vergebens Gent, schlug aber 1382 die Genter bei Roosebeke, wo auch deren Führer Philipp van Artevelde, der Sohn Jakobs, fiel. Mit englischer Hilfe trugen jedoch die Städter bei Dünkirchen einen Sieg über Ludwig II. davon. Schließlich vermittelte Frankreich 1384 die Unterzeichnung eines Friedensvertrages.

### Haus Burgund
Ludwig II. starb 1384 als der letzte Graf von Flandern aus dem Haus Dampierre. Durch die Vermählung seiner Erbtochter Margarete mit Philipp dem Kühnen aus dem Haus Burgund wurde das Land 1385 mit Burgund vereinigt und teilte seitdem die Schicksale dieses Reichs (siehe Burgundische Niederlande).

### Haus Habsburg
Als nach dem Tod Karls des Kühnen von Burgund dessen Länder 1477 durch die Ehe seiner Erbtochter Maria von Burgund mit Maximilian von Habsburg an das Haus Habsburg fielen, suchte die französische Krone vergeblich ihre alte Lehnshoheit über Flandern im Burgundischen Erbfolgekrieg wieder geltend zu machen.
Im Frieden von Madrid 1526 musste Frankreich auf seine Oberlehnshoheit über Flandern verzichten. Bei der Kreiseinteilung des Deutschen Reiches von 1548 wurde Flandern fortan dem Burgundischen Kreis zugeordnet.
Nachdem dieser dann jedoch an König Philipp II. und damit an die spanische Linie des Hauses Habsburg gekommen war, erlitt er bedeutende Schmälerungen. 
Die Grafschaft Flandern rebellierte im niederländischen Aufstand gegen Spanien und schloss sich im Jahre 1579 mit den calvinistischen Provinzen der Utrechter Union an, obwohl in Flandern vorwiegend der römisch-katholische Glauben praktiziert wurde.
Die Generalstaaten behaupteten im Westfälischen Frieden 1648 das so genannte Holländisch-Flandern (Staatsflandern, das als Zeeuws Vlaanderen heute noch zu den Niederlanden gehört), wogegen Ludwig XIV. von Frankreich durch den Pyrenäenfrieden, den Ersten Aachener, den Nimwegener und den Utrechter Frieden beträchtliche Teile von Flandern gewinnen konnte (unter anderem Dünkirchen, Lille, Douai, Valenciennes und Cambrai). Gemäß dem Utrechter und dem Rastatter Friedensschluss fielen die Reste der Spanischen Niederlande wieder an das Haus Habsburg, diesmal in seiner österreichischen Linie (Österreichische Niederlande).

## Neuere Geschichte
1795 wurde ganz Flandern wie die übrigen Österreichischen Niederlande der Französischen Republik und später dem napoleonischen Kaiserreich einverleibt und bildete die Départements Lys (die jetzige Provinz Westflandern), Escault (heute Provinz Ostflandern) und Nord (heute Frankreich). Der Wiener Kongress teilte die beiden Provinzen Lys und Escault 1815 dem neugebildeten Vereinigten Königreich der Niederlande zu. Nach der Belgischen Revolution von 1830 kamen Ost- und Westflandern an das neu konstituierte Königreich Belgien.
Im Ersten Weltkrieg 1914–1918 verlief die deutsch-französisch/britische Front quer durch Flandern. Durch den Stellungskrieg wurden viele Dörfer und Städte, unter anderem Passendale und Ypern, dieser Region des eigentlich neutralen Belgien zerstört.
Heute gehören beide Provinzen (West- und Ostflandern) zur belgischen Region Flandern. Französisch-Flandern gehörte zur Region Nord-Pas de Calais, das seit dem 1. Januar 2016 mit der Region Picardie vereinigt wurde; die neu gebildete Region heißt nach Beschluss vom 28. September 2016 Hauts-de-France.